# Dacus segunii
Dacus segunii är en tvåvingeart som beskrevs av White 2006. Dacus segunii ingår i släktet Dacus och familjen borrflugor.
Artens utbredningsområde är Tanzania. Inga underarter finns listade i Catalogue of Life.